# هاينريش أوقست وينكلر
هاينريش أوقست وينكلر (بالألمانية: Heinrich August Winkler) (و. 1938  م) هو مؤرخ العصر الحديث، ومؤرخ، وأستاذ جامعي ألماني، ولد في كونيغسبرغ، هو عضوٌ في الحزب الديمقراطي الاجتماعي الألماني (منذ 1962)، وهو عضوٌ في الأكاديمية البافارية للعلوم والعلوم الإنسانية.

## التعليم
تعلم في جامعة توبنغن، وجامعة مونستر، وجامعة هايدلبرغ.

## جوائز
حصل على جوائز منها:
- صليب القائد لنيشان استحقاق جمهورية ألمانيا الاتحادية (2018)
- نيشان استحقاق صليب الضباط لجمهورية ألمانيا الاتحادية (2005)
- جائزة فريدريش شيدل للأدب [الإنجليزية]‏ (2002)
- جائزة لايبزيغ للكتاب للتفاهم الأوروبي[4]
- نيشان استحقاق صليب الضباط لجمهورية ألمانيا الاتحادية
- Das politische Buch [الإنجليزية]‏.

## وصلات خارجية
- هاينريش أوقست وينكلر على موقع IMDb (الإنجليزية)
- هاينريش أوقست وينكلر على موقع مونزينجر (الألمانية)
- هاينريش أوقست وينكلر على موقع ميوزك برينز (الإنجليزية)
- هاينريش أوقست وينكلر في قاعدة بيانات الأفلام على الإنترنت